# مانفرد کانتر
مانفرد کانتر (انگلیسی: Manfred Kanther؛ زادهٔ ۲۶ مهٔ ۱۹۳۹) یک سیاست‌مدار اهل آلمان است.